# Montserrat Badia i Gomis
Montserrat Badia i Gomis (Barcelona, 1960) és una lingüista, advocada i professora andorrana llicenciada en filologia clàssica per la Universitat de Barcelona (1982) i en dret per la Universitat Oberta de Catalunya (2013).
Va exercir com a professora de llengua catalana en diversos centres del Principat d'Andorra entre l'any 1982 i el 1989, i va fundar, juntament amb Rosabel Ganyet, el Servei d'Assessorament Lingüístic del Govern (després anomenat Servei de Política Lingüística). Va ser la cap del Servei entre el 1989 i el 2002. En el mandat del ministre Pere Canturri Montanya i amb la seva complicitat, va impulsar el primer estudi de coneixements i usos lingüístics de la població d'Andorra, que després s'aniria actualitzant periòdicament cada cinc anys, i les primeres campanyes de política lingüística al país. També va intervenir en diversos congressos, jornades i trobades internacionals sobre sociolingüística i planificació lingüística en representació d'Andorra. És autora de diversos vocabularis i manuals sobre redacció de documents. Actualment compagina l'activitat professional com a advocada amb la de professora a la Universitat d'Andorra.

## Publicacions
- (2005) Manual de consells pràctics per redactar documents. Andorra: Govern d'Andorra. Servei de Política Lingüística
- (1992) Vocabulari d'Andorra. Andorra: Assessorament Lingüístic. Conselleria d'Educació, Cultura i Joventut. Govern d'Andorra
- (1990) La carta: consells pràctics. Andorra: Govern d'Andorra, Conselleria d'Educació i Cultura
- (2018) “Pere Canturri i els inicis de la política lingüística andorrana”, Miscel·lània a Pere Canturri Montanya, Andorra: Editorial Andorra
- (2010) LLUELLES LARROSA, Maria Jesús (coordinadora); diversos autors, Impacte de la immigració a Andorra, Andorra: Govern d'Andorra
- (2008) "Francesc Badia i Batalla, jurista i veguer episcopal d'Andorra", Centre d'Estudis de la Conca de Barberà
- Per a una bibliografia extensiva vegeu: «Obra de Montserrat Badia i Gomis» a Dialnet.